# Leo Cesari
Leo Cesari, all'anagrafe Leonardo Cesari (Roma, 1961), è un musicista italiano.

## Biografia
Figlio di Umberto Cesari, si approccia alla musica intorno ai cinque anni inizia lo studio della batteria, perfezionato poi con i maestri Roberto Gatto, Maurizio Dei Lazzaretti, Agostino Marangolo e Giovanni Cristiani. Inizia la sua carriera nel 1986 al fianco di Roberto Ciotti.
Fonda con Federico Zampaglione i Tiromancino e collabora ai primi due album del gruppo.
Nel 1995 entra a far parte dei KlezRoym la più nota formazione italiana dedita alla riattualizzazione del patrimonio musicale ebraico, formazione fra le prime a costruire un suggestivo ponte sonoro tra musica popolare e jazz contemporaneo. Inoltre con Sergio Cammariere è coautore della colonna sonora di Template:Chiarie. Ha collaborato anche con Daniele Silvestri e Alex Britti, di quest'ultimo ha prodotto il suo album di debutto.
Tra 2000 e 2008 incide 7 album solisti o in collaborazione con altri musicisti.
Con il nome Leonardo Cesari il 13 maggio 2010 pubblica l'album Lullabies for E.T. Children. Nello stesso anno dà vita al progetto Message Combo, con la partecipazione di Sara Corbò. Viene realizzato un EP All I Need in cui suonano gli stessi membri del "Leonardo Cesari Jazz Combo".
Nel 2011 fonda il quintetto Leonardo Cesari Jazz Combo  con Gabriele Greco, Federico Pascucci, Claudio Corvini e Bruno Salicone.. Il gruppo incide l'album studio Chasing the Beat, pubblicato il 12 maggio 2011.
Il 6 settembre 2015 partecipa con 3 C Trio, con Mario Corvini al trombone e Stefano Carbonelli alla chitarra, alla manifestazione Il jazz per l'Aquila, come rappresentanti di MIDJ Lazio.
Nel corso degli anni ha partecipato a vari festival come il Festival dei Due Mondi o il Romaeuropa Festival, ha inoltre collaborato con artisti come Asha Puthli, Ares Tavolazzi, Riccardo Fassi, Andrea Guerra, Ascanio Celestini, Claudio Corvini, Mario Corvini, Massimo Nunzi, Cicci Santucci, Raffaela Siniscalchi, Barbara Eramo, Bruno Martino, Roberto Tarenzi, Francesco Puglisi, Alessandro Gwiss, Marco Siniscalco, Carlo Conti, Karri Luhtala, Gianni Morandi, Luca Carboni, Gabriele Coen, Fabrizio De Rossi Re, Simona Marchini Giancarlo Giannini, Luca Faggella e Peppino Gagliardi.

## Filmografia

### Colonna sonora
- The Protagonists, regia di Luca Guadagnino (1999)
- La repubblica di San Gennaro, regia di Massimo Costa (2003)
- Amatemi, regia di Renato De Maria (2005)
- Kanzaman, regia di Barbara Galanti - documentario (2006)
- Ma cosa ci dice il cervello, regia di Riccardo Milani (2019)

## Discografia

### Solista

#### Album in studio
- 2000 - Select Profile
- 2001 - Roots'n'Bass (con Mario Rivera)
- 2002 - Senorita J Go Go
- 2004 - Signorina estiva
- 2004 - Solo Trio (con Gabriele Coen e Riccardo Fassi)
- 2006 - Profile: Bossa
- 2008 - Bossalenta (con Asha Puthli)
- 2010 - Lullabies for E.T. Children (come Leonardo Cesari)

#### Singoli
- 2006 - La Beguine du Mac
- 2006 - Twist Druma

### Con i KlezRoym

#### Album in studio
- 1998 - Klezroym (CNI Music)
- 2000 - Sceni (CNI Music)
- 2003 - Yankele nel ghetto (CNI Music)

#### Album dal vivo
- 2005 - Venticinqueaprile (live in Fossoli) (CNI Music)

### Con i Message Combo

#### EP
- 2010 - All I Need

### Con i Leonardo Cesari Jazz Combo

#### Album in studio
- 2011 - Chasing the Beat